# Canonges Regulars de San Giorgio in Alga
Els Canonges Regulars de San Giorgio in Alga (Sant Jordi d'Alga) va ser una congregació de canonges regulars fundada a Venècia al final del segle xiv. Va tenir un paper fonamental al moviment de reforma de la vida religiosa del començament del segle xvi. Van ser suprimits en 1668.

## Història
La congregació va néixer poc després de 1397 a l'illa veneciana de San Giorgio in Alga, a un antic monestir benedictí abandonat. El 1397 Bonifaci IX va confiar el convent al noble Ludovico Barbo, que hi acollí altres joves clergues provinents de les famílies patrícies: Gabriele Condulmer (després papa Eugeni IV), Angelo Correr (futur Gregori XII) i sant Lorenzo Giustiniani (primer patriarca de Venècia).
La comunitat sacerdotal va ser aprovada per Bonifaci IX el 1404 com a institut de canonges seculars. Amb el suport de Gregori XII, l'ideal de reforma de la comunitat va estendre's des de l'illa a tota la regió i la resta d'Itàlia. En 1424 lea diverses comunitats que seguien la reforma de San Giorgio in Alga van constituir una congregació de canonges regulars.
En 1568, Pius V, d'acord amb els acords del Concili de Trent, els obligà a seguir una regla i a fer vots solemnes: van triar la Regla de Sant Agustí, però van continuar anomenant-se, tot i ser regulars, canonges seculars.
També van influir sobre la vida monàstica: Ludovico Barbo va reformar l'abadia benedictina de Santa Justina de Pàdua, de la qual va néixer la Congregació Cassinesa.
Climent IX va suprimir l'orde el 1668, a demanda de la República de Venècia.